# 坂尻1・2号墳
坂尻古墳1号・2号墳（さかじりこふんいちごうにごうふん）は、京都府相楽郡和束町撰原（えりはら）坂尻にある古墳時代の円墳。

## 概要
1号墳の全長12ｍの円墳であり、南西方向に開口する横穴式石室を持つ。横穴式石室の天井石はすべて露出した状態である。石室は幅1.5ｍ。残在長3.7ｍ。
2号墳は、直径9mであり、西に開口する横穴式石室を持つ。